# 岩手県道134号山目停車場線
岩手県道134号山目停車場線（いわてけんどう134ごうやまのめていしゃじょうせん）は、岩手県一関市を通る一般県道である。

## 概要
山ノ目駅から岩手県道260号一関平泉線交点までの短距離路線である。
路線名および地名は「山目」と表記するのに対し、駅名は山ノ目が正式名である。

### 路線データ
- 実延長：49.5 m
- 起点：山目停車場（山ノ目駅）
- 終点：一関市山目町三丁目（岩手県道260号一関平泉線交点）

## 地理

### 通過する自治体
- 一関市

### 交差する道路
- 岩手県道260号一関平泉線（一関市山目町三丁目、終点）

### 沿線の施設など
- JR東北本線 山ノ目駅